# Podolestes pandanus
Podolestes pandanus là loài chuồn chuồn trong họ Argiolestidae. Loài này được Wilson & Reels mô tả khoa học đầu tiên năm 2001.